# (3399) Кобзон
(3399) Кобзон (лат. Kobzon) — типичный астероид главного пояса, открыт 22 сентября 1979 года советским астрономом Николаем Черных в Крымской астрофизической обсерватории и 29 ноября 1993 года назван в честь советского и российского эстрадного певца Иосифа Кобзона.

## Обнаружение и именование
(3399) Кобзон
Открыт 22 сентября 1979 года в Научном Н. С. Черных.
Назван в честь известного певца на постсоветском пространстве Иосифа Давыдовича Кобзона.
Оригинальный текст (англ.)3399 Kobzon
Discovered 1979-09-22 by Chernykh, N. at Nauchnyj.
Named in honor of Iosif Davidovich Kobzon, well-known singer in the former Soviet Union.
Источники: DISCOVERY.DB; M.P.C. 22829.

## Орбита

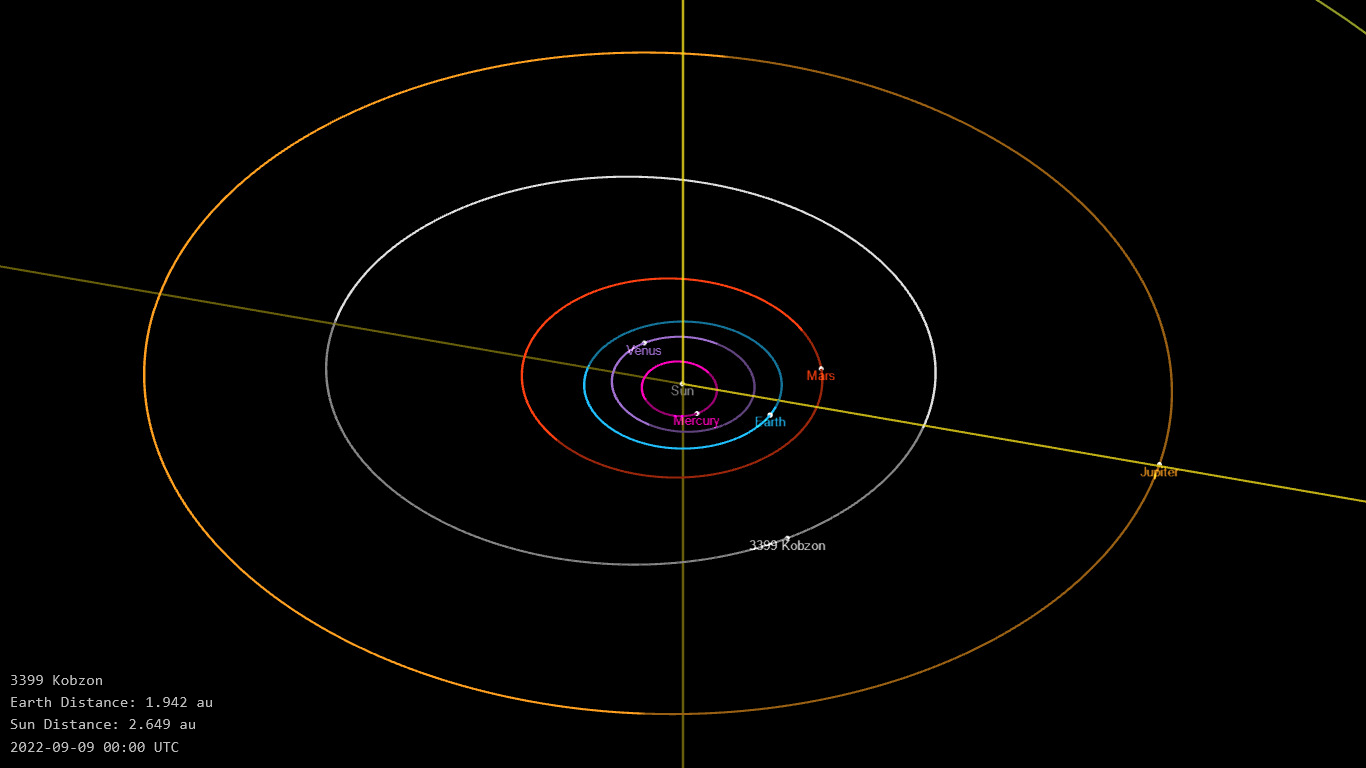
Орбита астероида Кобзон и его положение в Солнечной системе

## Физические характеристики
Астероид относится к таксономическому классу C.
По результатам наблюдений в видимом и ближнем инфракрасном диапазоне космического телескопа NEOWISE и наблюдений в инфракрасном диапазоне спутника Akari диаметр астероида сначала оценивался равным 16,997±0,166 км, позже — 19,19±0,40 км, 16,454±0,274 км, 14,19±4,64 км и 15,16±3,96 км. Согласно тем же источникам альбедо оценивается как 0,0611±0,0055, 0,050±0,002, 0,065±0,009, 0,071±0,054 и 0,063±0,041.